# リー5世
リー5世（リー5せい、1975年5月18日 - ）は、アメリカ合衆国オレゴン州出身のお笑い芸人、大阪府枚方市在住。吉本興業（よしもとクリエイティブ・エージェンシー）所属だったが2020年退社。身長190cm、体重130kg。
2010年には同じ外国人の芸人（落語家）の桂三輝と漫才でM-1グランプリに挑戦。

## 人物
- 自称、”京阪沿線の汗かき王子”。
- 関西大学経済学部卒業。大学時代はアメリカンフットボール部に所属していた。
- 英語はもちろん、外国人なまり、初級〜上級までの日本語も得意であり、専門的なものから児童向けまで多数翻訳している。
- お笑い芸人としての出演の他にも、ナレーションや翻訳業などを行っている。
- 趣味は、パソコン・麻雀・スポーツ・料理・日曜大工・家庭菜園。
- 既婚者で、妻（日本人）と共に英会話教室もやっている。

## 芸風
- 日常の出来事で起こる悲劇で「しばいたろか〜!」と怒るアメリカ人を演じる一人コントネタ。
- 大阪・京都在住が長いため、関西弁を流暢に操る。

## 出演

### テレビ
- TBSテレビ「あらびき団」
- TBSテレビ「王様のブランチ」
- TBSテレビ「Goroプレゼンツ マイ・フェア・レディ」
- TBSテレビ「リンカーン」
- テレビ大阪「新・しあわせ家族劇場」
- サンテレビ「カツ玉ドン!」
- 関西テレビ 特番「ニッポンの宝物」
- 奈良テレビ＋三重テレビ「パチンコパチスロ研究所MAXハニー」
- 京都チャンネル「平成!征平vs英樹　百番勝負」
- MBS「オールザッツ漫才2009　this is 20th」
- 関西テレビ「お笑いワイドショー マルコポロリ!」
- MBS「ジャイケルマクソン」
- GAORA「千鳥のぼっけぇTV!」
- ABC「ごきげん!ブランニュ」
- 関西テレビ「カキューン!!『しばいたろか!!ジャパン』〜ヘンな外国人芸人のガチンコ初体験〜」
- 関西テレビ「SHINPUU2 ジャルジャル×銀シャリ ヤバイブル〜キセキの危機回避マニュアル〜」
- NHK連続テレビ小説マッサン

### ラジオ
- エフエムひらかた「外国人のための日本語講座」
- アメリカ・オレゴン州　KGONラジオ局　DJインターンシップ

### 映画
- 五つ星ツーリスト THE MOVIE 〜究極の京都旅、ご案内します!!〜（2015年11月7日） - ハンス監督 役

### 舞台
- ゴドーを待ちながら（2024年6月22日 - 30日、KAAT神奈川芸術劇場 中スタジオ）[1]

### CM
- O・Mコーポレーション
- サンケイエキスプレスニュース
- 小学館・週刊少年サンデー

### ジングル
- Inkmax
- ヤマヒサ ペットフード
- サマーソニック'04 オープニング映像ナレーション
- 錦帯橋
- シャープ
- H.I.S
- 神戸製鋼
- 住友重機械工業